# (11) Parthenope
(11) Parthenope – planetoida z głównego pasa planetoid.

## Odkrycie i nazwa

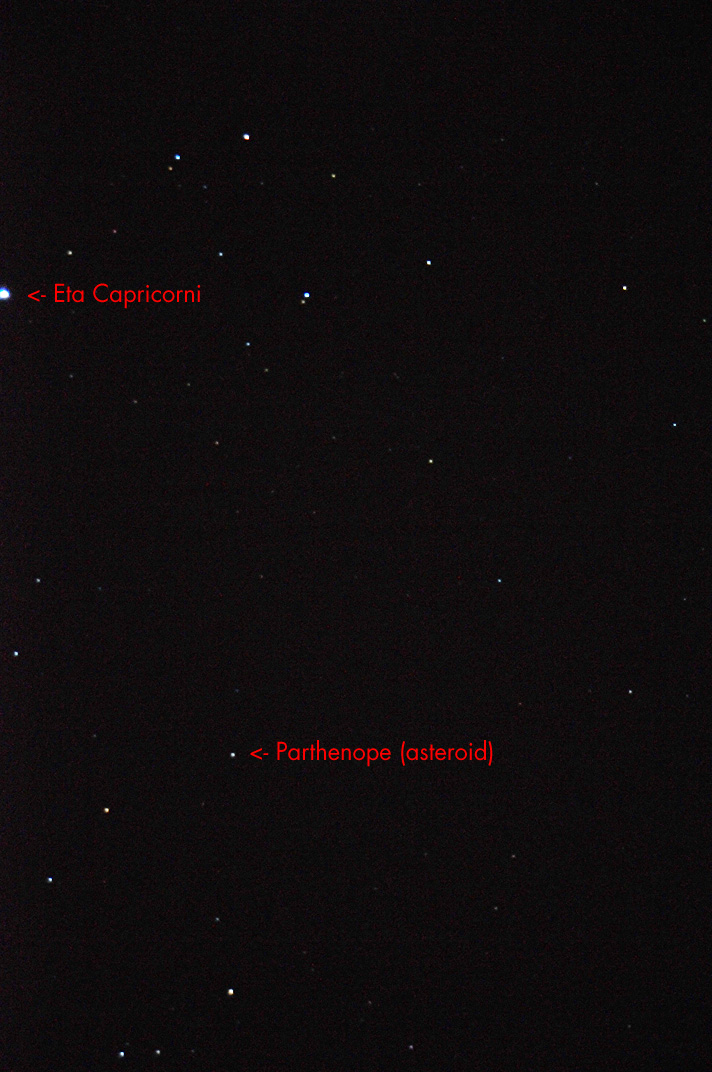
Parthenope na tle gwiazd

(11) Parthenope została odkryta 11 maja 1850 roku w Neapolu przez Annibale’a de Gasparisa. Nazwa planetoidy pochodzi od jednej z syren z mitologii greckiej.

## Orbita
Orbita planetoidy (11) Parthenope nachylona jest pod kątem 4,63˚ do ekliptyki, a jej mimośród wynosi 0,1. Ciało to krąży w średniej odległości 2,45 au wokół Słońca. Peryhelium orbity znajduje się 2,21 au, a aphelium 2,70 au od Słońca. Na jeden obieg Słońca planetoida ta potrzebuje 3 lata i 308 dni.

## Właściwości fizyczne
Jest to ciało o średnicy około 149 km lub około 143 km, jest więc to obiekt stosunkowo duży. Albedo (11) Parthenope wynosi około 0,19. Jej absolutna wielkość gwiazdowa sięga około 6,73m. Okres obrotu wokół własnej osi określony został na 13 godzin i 43 minuty.
Planetoida ta składa się w znacznej mierze z mieszanki metali: niklu i żelaza z dodatkiem krzemianów magnezu i żelaza.